# Notarius publicus

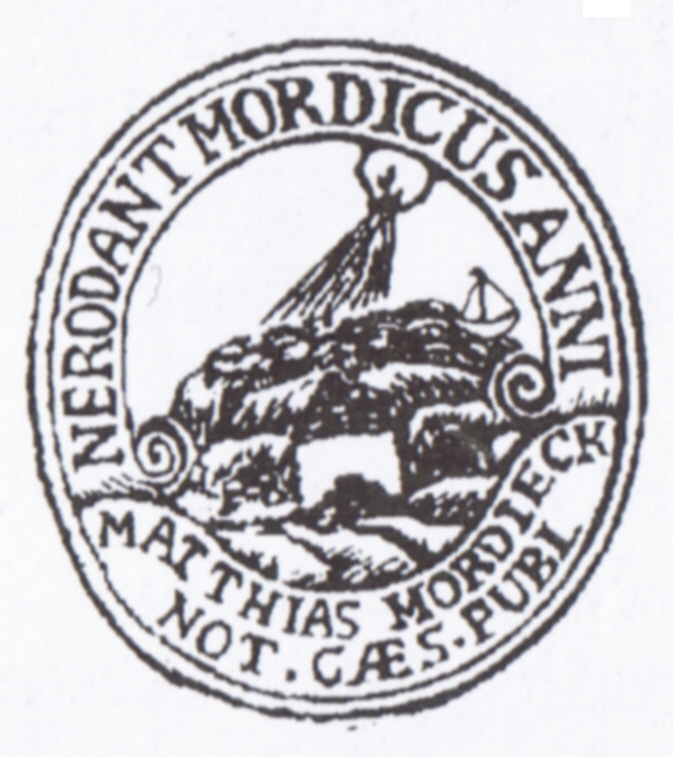
Äldre tyskt notarius publicus-sigill.

Notarius publicus (latin för offentlig notarie; i plural lyder den latinska formen notarii publici) är en person som har fått ett statligt förordnande att övervaka vissa frågor som gäller dokument, fullmakter, intyganden med mera. Notarius publicus förekommer i olika länder, men de exakta sysslorna kan variera mellan länder, bland annat beroende på rättssystem. Uppgifter för notarius publicus i common law-länder är ofta betydligt mer begränsade än alla de notariatsysslor som kan förekomma i länder med kontinentaleuropeiskt rättssystem.
För att utses till notarii publici ska personen ha avlagt juristexamen och själva sysslan som notarius publicus är sällan på heltid.

## Sverige
I Sverige utses notarius publicus av länsstyrelsen och har till uppgift att hjälpa allmänheten med bland annat:
- att bestyrka namnunderskrifter, avskrifter, översättningar och andra uppgifter om innehållet i handlingar,
- att närvara som vittne då förvaringsrum tillsluts eller öppnas eller då förseglingar sätts på eller bryts,
- att kontrollera lotteridragningar och lotta ut eller makulera obligationer, aktier eller andra värdehandlingar,
- att efter annan kontroll eller undersökning lämna redogörelse för sina iakttagelser,
- att ta upp förklaringar om förhållanden av rättslig eller ekonomisk betydelse och överlämna sådana förklaringar till tredje man,
- att bekräfta att en myndighet eller en person är behörig att vidta vissa tjänsteåtgärder eller att någon har en viss tjänsteställning eller kompetens eller är behörig att företräda någon annan samt
- att utfärda apostille.

Notarius publicus är ofta advokat eller till exempel jurist anställd av kommunen. Bestämmelser om notarius publicus finns bland annat i lagen (1981:1363) om notarius publicus samt i förordning (1982:327) om notarius publicus.

### Historik
Även om notariatinstitutionen inte infördes i sin helhet i Sverige, utsågs tidigt notarius publicus i de större städerna för att verkställa protester. Redan i författningar från 1600-talet nämns notarius publicus, och 1661 fastställdes en taxa för "notarius publicus’ attester och protester". Växelstadgan av 21 januari 1748 stadgade uttryckligen, att alla protester på växelbrev borde ske och upprättas genom en notarius publicus, om en sådan fanns på orten, och senare växellag innehöll föreskrifter om verkställande av protest genom notarius publicus.
Med anledning av riksdagens begäran om utarbetande av en lag, som skulle reglera notarius publicusbefattningen och dess omfattning, utfärdades 6 oktober 1882 en stadga angående notarius publicus. Enligt denna stadga skulle notarius publicus, efter att ha anlitats för detta, verkställa protester och att, då inte andra ämbetssysslor förhindrar detta, på begäran bevittna underskrifter, bestyrka riktigheten av översättningar och avskrifter samt närvara vid utlottningar av obligationer och sådana besiktningar som omnämnd i Sjölagen. Notarius publicus tjänsterum skulle under viss tid varje söckendag vara tillgängligt för allmänheten. Notarius publicusbefattningen kunde i stad vara förenad med tjänst i rådstuvurätt eller magistrat.